# Plan de Ayala, Bochil
Plan de Ayala är en ort i Mexiko.   Den ligger i kommunen Bochil och delstaten Chiapas, i den sydöstra delen av landet, 700 km öster om huvudstaden Mexico City. Plan de Ayala ligger 1 306 meter över havet och antalet invånare är 102.
Terrängen runt Plan de Ayala är huvudsakligen kuperad, men österut är den bergig. Plan de Ayala ligger nere i en dal. Runt Plan de Ayala är det ganska tätbefolkat, med 116 invånare per kvadratkilometer. Närmaste större samhälle är Bochil, 3,6 km nordväst om Plan de Ayala. I omgivningarna runt Plan de Ayala växer huvudsakligen savannskog.